# Brodnica (przystanek kolejowy)
Brodnica (biał. Бродніца, ros. Бродница) – przystanek kolejowy w miejscowości Brodnica, w rejonie janowskim, w obwodzie brzeskim, na Białorusi. Leży na linii Homel - Łuniniec - Żabinka.
Przystanek otworzono 3 września 2019.